# Trox terrestris
Trox terrestris är en skalbaggsart som beskrevs av Thomas Say 1825. Trox terrestris ingår i släktet Trox och familjen knotbaggar. Inga underarter finns listade i Catalogue of Life.

## Bildgalleri

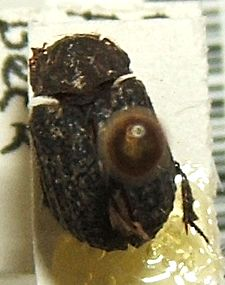